# 石巻圏

宮城県 行政区分地図
■緑色：石巻圏

石巻圏（いしのまきけん）は、宮城県の地域区分である。宮城県は県内を7つの地域に区分しており、石巻市と東松島市、牡鹿郡女川町の2市1町が「広域石巻圏」、あるいは「石巻地域」とされている。また、石巻地区広域行政事務組合が組織されている。
推計人口（2025年6月1日）：173,205人（全県比：7.8%）
国勢調査人口の推移は以下の通り。
仙台都市圏以外の地域圏（単位：人）
仙台都市圏（単位：万人）

## 都市雇用圏
金本良嗣らによって提案された都市雇用圏の基準による石巻都市圏の人口は約21万人である（2010年国勢調査基準）。都市圏の範囲は、県の区分と同様、石巻市、東松島市、女川町の2市1町である。
以下は、石巻都市圏における都市雇用圏（10% 通勤圏、中心都市の DID 人口が1万人以上）の変遷である。一般的な都市圏の定義については都市圏を参照のこと。
- 10% 通勤圏に入っていない自治体は、各統計年の欄で灰色かつ「-」で示す。

| 自治体 （1980年） | 1980年                 | 1990年                 | 1995年                 | 2000年                 | 2005年                 | 2010年                 | 自治体 （2011年） |
| ----------------- | ---------------------- | ---------------------- | ---------------------- | ---------------------- | ---------------------- | ---------------------- | ----------------- |
| 鳴瀬町            | 仙台 都市圏            | 仙台 都市圏            | 仙台 都市圏            | 仙台 都市圏            | 石巻 都市圏 22万1282人 | 石巻 都市圏 21万3780人 | 東松島市          |
| 矢本町            | 石巻 都市圏 19万4680人 | 石巻 都市圏 21万1991人 | 石巻 都市圏 21万1124人 | 石巻 都市圏 20万7558人 | 石巻 都市圏 22万1282人 | 石巻 都市圏 21万3780人 | 東松島市          |
| 河北町            | 石巻 都市圏 19万4680人 | 石巻 都市圏 21万1991人 | 石巻 都市圏 21万1124人 | 石巻 都市圏 20万7558人 | 石巻 都市圏 22万1282人 | 石巻 都市圏 21万3780人 | 石巻市            |
| 河南町            | 石巻 都市圏 19万4680人 | 石巻 都市圏 21万1991人 | 石巻 都市圏 21万1124人 | 石巻 都市圏 20万7558人 | 石巻 都市圏 22万1282人 | 石巻 都市圏 21万3780人 | 石巻市            |
| 桃生町            | 石巻 都市圏 19万4680人 | 石巻 都市圏 21万1991人 | 石巻 都市圏 21万1124人 | 石巻 都市圏 20万7558人 | 石巻 都市圏 22万1282人 | 石巻 都市圏 21万3780人 | 石巻市            |
| 北上町            | 石巻 都市圏 19万4680人 | 石巻 都市圏 21万1991人 | 石巻 都市圏 21万1124人 | 石巻 都市圏 20万7558人 | 石巻 都市圏 22万1282人 | 石巻 都市圏 21万3780人 | 石巻市            |
| 石巻市            | 石巻 都市圏 19万4680人 | 石巻 都市圏 21万1991人 | 石巻 都市圏 21万1124人 | 石巻 都市圏 20万7558人 | 石巻 都市圏 22万1282人 | 石巻 都市圏 21万3780人 | 石巻市            |
| 女川町            | -                      | 石巻 都市圏 21万1991人 | 石巻 都市圏 21万1124人 | 石巻 都市圏 20万7558人 | 石巻 都市圏 22万1282人 | 石巻 都市圏 21万3780人 | 女川町            |
| 雄勝町            | -                      | -                      | -                      | -                      | 石巻 都市圏 22万1282人 | 石巻 都市圏 21万3780人 | 石巻市            |
| 牡鹿町            | -                      | -                      | -                      | -                      | 石巻 都市圏 22万1282人 | 石巻 都市圏 21万3780人 | 石巻市            |

## 地域の概況
石巻圏は宮城県北東部に位置し、中心都市である石巻市は県の県庁所在地である仙台市から北東へ約50キロメートルの距離にある。地域の南部は仙台湾に面し、東部は三陸海岸の一部である。圏域内はケッペンの気候区分によると温暖湿潤気候（Cfa）に分類されており、東北地方中部太平洋側に位置しているため内陸地方と比べると寒暖の差が少なく、一年を通しての降水量も少ないため比較的住むのに適した地域と言える。
圏域内を三陸沿岸道路が縦貫している。石巻河南インターチェンジ周辺に集積する商業施設などのための物流システムの確立や、3次救急施設が整備された三陸道直結の石巻赤十字病院への救急搬送などで登米市方面からの交流が高まりつつある。また、物流という面では重要港湾である石巻港も注目を浴びている。石巻都市圏はこの港を拠点に国内外との貿易を行っている。江戸時代には仙台藩の米の集積地として有名であった石巻地方は石巻から江戸に運ばれた米は本石米と呼ばれ、江戸で消費される米の実に3分の1を占めていた。
圏域内では古くから農業や水産業が盛んに行われていた。農業では肥沃な仙台平野で育てたササニシキやひとめぼれの主産地として有名である。江戸時代には仙台藩の米の集積地として有名であった石巻地方水産業では沖合いに黒潮（暖流）と親潮（寒流）がぶつかる世界三大漁場の一つである金華山沖をひかえており、ノリやカキといった海産物の養殖・新鮮な魚介類は全国的に有名で、タラコに至っては全国一位の収穫量をほこる。
2011年3月11日に発生した東北地方太平洋沖地震では沿岸部が壊滅し、圏域内では死者及び行方不明者は6000人を超えた。また、物的被害も途轍もなく圏域内の地域水田の約3割が浸水した。